# Rouslan Popov
Pour les articles homonymes, voir Popov.
Rouslan Popov, mort le 7 mai 2022, est un officier supérieur ukrainien de la Direction générale du renseignement du ministère de la Défense ukrainien. Il a d'abord participé à la guerre du Donbass puis à la défense de l'Ukraine lors de l'invasion de celle-ci par la Russie en 2022.

## Biographie
Il est diplômé d'une école militaire de Kiev et est devenu officier spécial du renseignement. Il avait une pension pour des années de service, mais il a rejoint la défense de l'Ukraine en 2014.
Le 24 février 2022, il était à Marioupol. Il a réussi à quitter l'encerclement en mars, mais est revenu dans la ville avec des opérations d'évacuation pour sortir les blessés d'Azovstal.
Il meurt le 7 mai 2022 lors d'une opération spéciale dans le sud de l'Ukraine. À titre posthume, il reçoit deux autres récompenses : le titre de « Héros de l'Ukraine » par le décret no 505 du président de l'Ukraine et l'ordre « Gold Star ». Il avait atteint le grade de colonel au moment de sa mort.

## Honneurs
- Le titre « Héros d'Ukraine » avec l'attribution de l'ordre « Golden Star » (2022[4]) ;
- "Pour le courage dans l'accomplissement de tâches spéciales" ;
- « Pour la valeur militaire » ;
- "Pour son dévouement au renseignement militaire" ;
- "médaille Défenseur de la Patrie" ;
- « Pour participation à une opération anti-terroriste » ;
- Médaille de l'ONU.